# Hilarión Daza
Hilarión Daza Groselle (Sucre, 14 de janeiro de 1840 — Uyuni, 27 de fevereiro de 1894) foi um militar boliviano e presidente de seu país entre 4 de maio de 1876 e 27 de dezembro de 1879.